# Candona
Candona är ett släkte av kräftdjur som beskrevs av Baird 1845. Candona ingår i familjen Candonidae.

## Dottertaxa tillCandona, i alfabetisk ordning[1][2]
- Candona acuta
- Candona acutula
- Candona angulata
- Candona annae
- Candona biangulata
- Candona bretzi
- Candona candida
- Candona compressa
- Candona crogmaniana
- Candona decora
- Candona delawarensis
- Candona distincta
- Candona elliptica
- Candona eriensis
- Candona fabaeformis
- Candona facetus
- Candona fluviatilis
- Candona foviolata
- Candona hoffi
- Candona ikpikpukensis
- Candona inopinata
- Candona intermedia
- Candona lingulata
- Candona neglecta
- Candona ohioensis
- Candona orangeburgensis
- Candona paraohioensis
- Candona parvula
- Candona patzcuaro
- Candona peirci
- Candona protzi
- Candona punctata
- Candona rawsoni
- Candona rectangulata
- Candona recticauda
- Candona renoensis
- Candona scopulosa
- Candona sharpei
- Candona sigmoides
- Candona simpsoni
- Candona subacuminata
- Candona subgibba
- Candona subtriangulata
- Candona suburbana
- Candona sucki
- Candona tahoensis
- Candona truncata
- Candona ulignosa
- Candona willmani